# In-N-Out Burger
In-N-Out Burger är en regional snabbmatskedja med restauranger i Kalifornien, Arizona, Nevada, Utah och Texas. Kedjan grundades 1948 av Harry Snyder och hans fru Esther i Baldwin Park, Kalifornien. Kedjan har idag huvudkontor i Irvine och är arbetsgivare åt 18.000 anställda fördelat över 290 restauranger. In-N-Out ägs och drivs idag av Lynsi Torres, paret Snyders enda barnbarn. 
Kedjan har i USA gjort sig känd för sina generösa personalpolicies, och är en av de få snabbmatsrestauranger som avlönar sina anställda betydligt högre än den lagstadgade minimilönen.

## Meny
In-N-Outs meny består idag av tre sorters hamburgare: hamburgare, cheeseburgare samt den karaktäristiska "Double/Double" (dubbelt kött, dubbel ost). Pommes frites, dryck och tre sorters milkshake är också tillgängliga. In-N-Out har även en hemlig meny, som bara finns tillgänglig på kedjans hemsida, men som kan beställas på varje In-N-Out.
Tidigare tillgodosåg In-N-Out beställningar av obegränsad storlek, genom att kött lades till existerande burgare mot extra kostnad. Efter en mycket uppmärksammad beställning av en 100x100 (100 lager kött, 100 lager ost) under 2004 begränsades denna möjlighet till en maxbeställning på 4x4. 